# 菜園壩長江大橋
重庆菜园坝长江大桥位于中華人民共和國重慶市，地處长江上游重庆主城区，连接重庆渝中区及南岸区，全长1651米，建成于2007年，是重庆主城区的第7座跨江桥梁和第1座公路及轨道兩用桥。侨面分为上下兩层，上层为6车道公路，重庆轨道交通3号线通过此桥下层穿过长江。

## 历史
菜园坝长江大桥2003年底正式动工，2007年3月27日大桥合龙，同年10月29日正式开通。菜园坝大桥桥高114米，是长江上桥面高度最高的大桥，桥头北侧为铁路重庆站站前立交，立交高达97米，约相当于30层楼高，自离开江面后分为三层，第一层直通往上半城的两路口地区，与中山三路连接，第二层向下盘旋，通往地面菜园坝立交的向阳隧道和菜袁快速路，第三层盘旋三周后通往地面的重庆站。

## 画廊

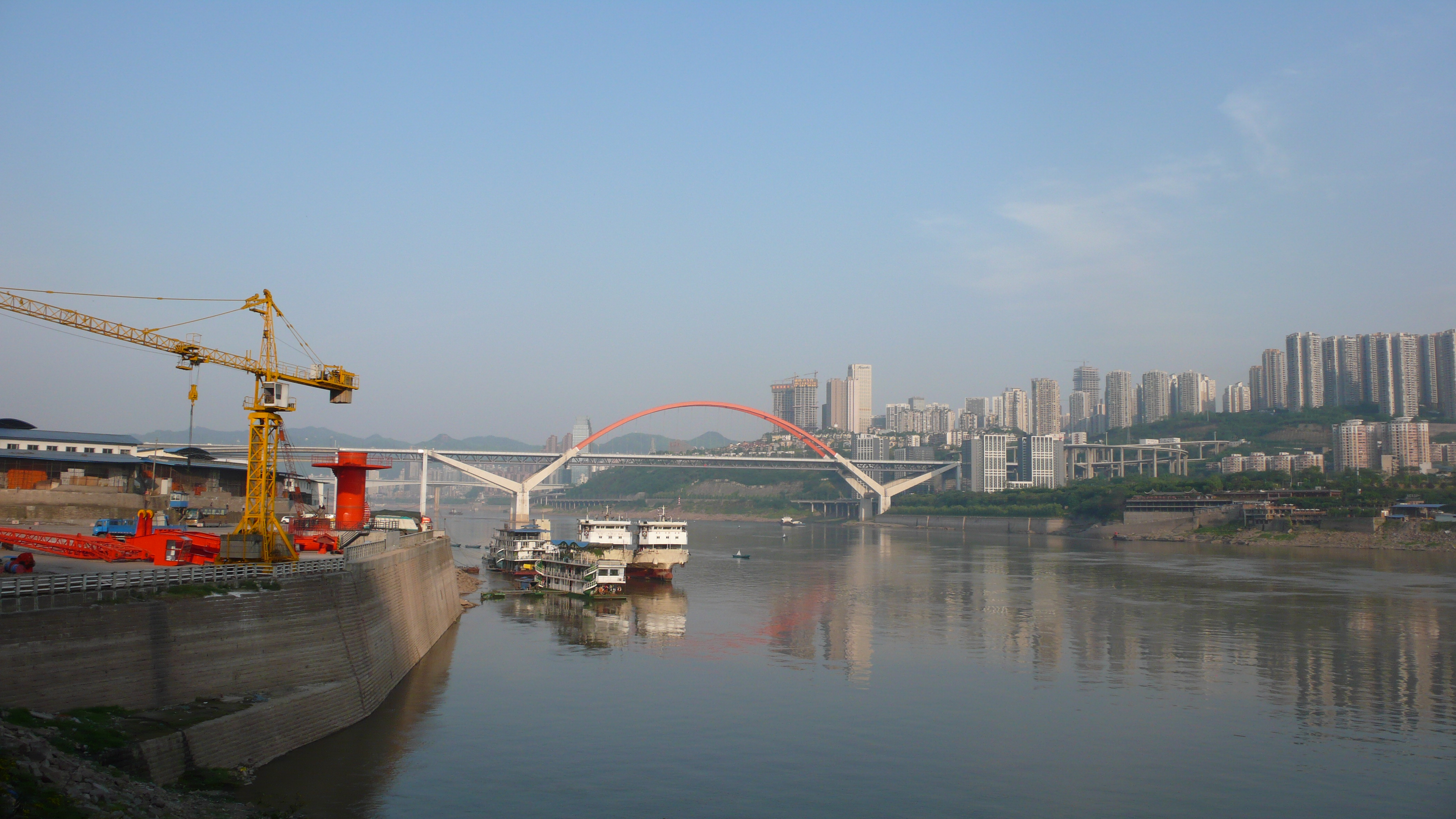
菜園壩長江大橋
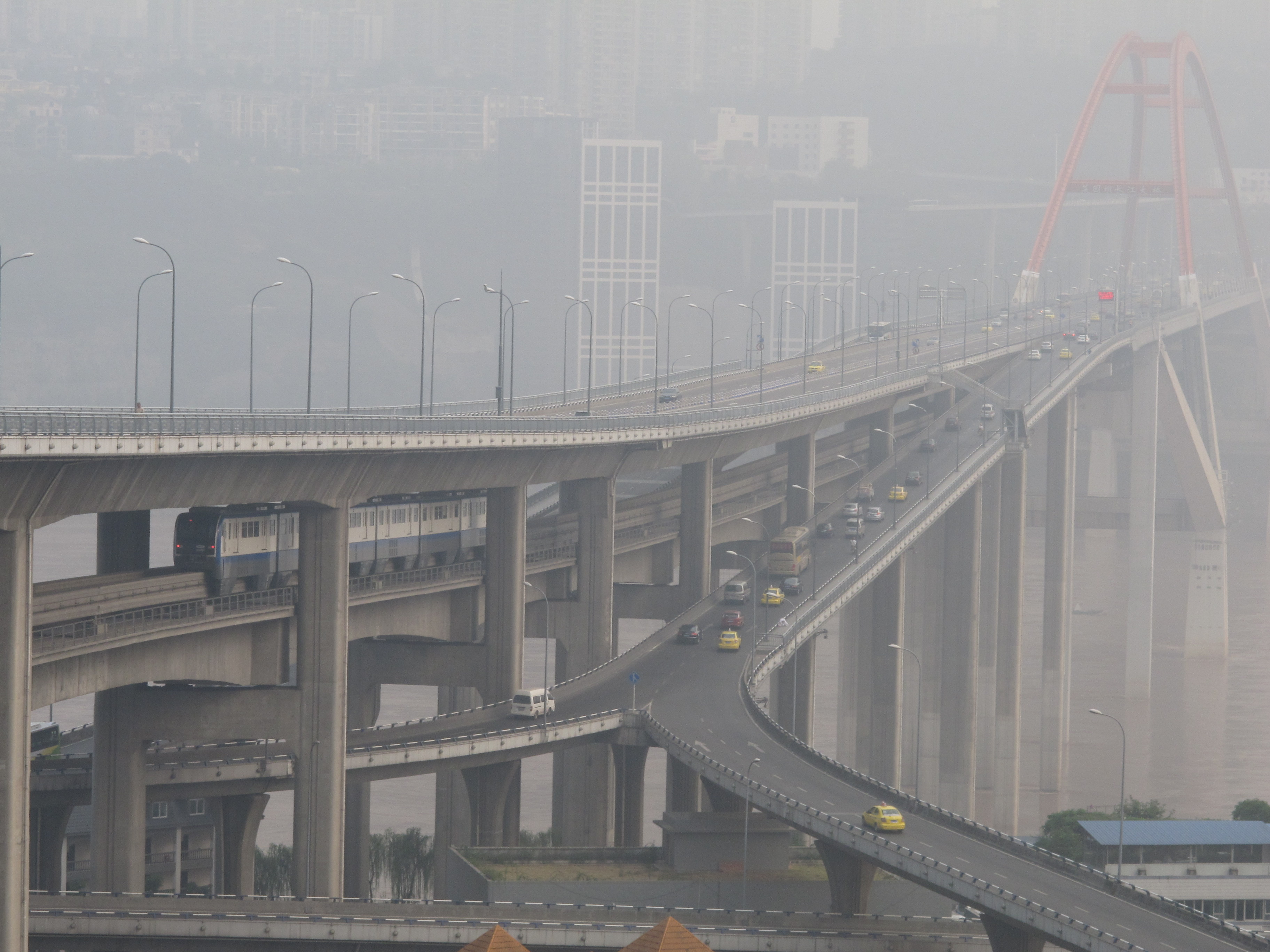
轨道交通三号线列车正在穿过菜园坝长江大桥前往南岸区
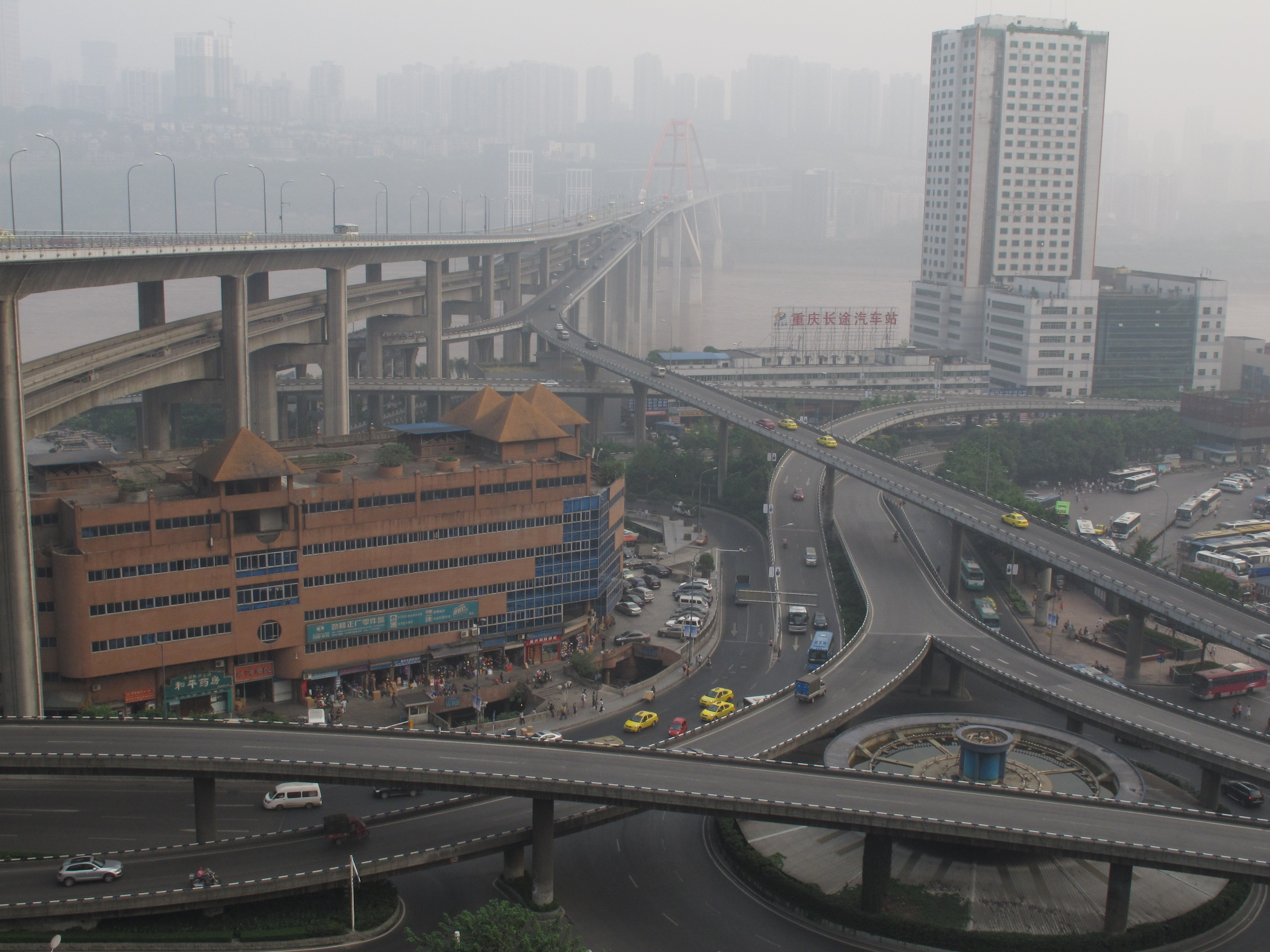
菜园坝长江大桥渝中方向复杂的立交桥